# Kjerringa (Königin-Maud-Land)
Die Kjerringa (norwegisch für Ehefrau) ist ein 1425 m hoher Nunatak im ostantarktischen Königin-Maud-Land. In der Gjelsvikfjella des Fimbulheimen ragt er südlich des Nunataks Gubben und der Mayrkette auf.
Wissenschaftler des Norwegischen Polarinstituts benannten ihn 1991 in Anlehnung an die Benennung des Nunataks Gubben (norwegisch für Ehemann).